# Loren C. Ball
Loren C. Ball (nacido en 1948) es un astrónomo amateur americano que ha descubierto más de una centena de asteroides desde su observatorio privado, Emerald Lane Observatory en Decatur, Alabama. Tiene un contrato con la NASA a través de la Universidad de Alabama en Huntville para dar charlas a grupos escolares y organizaciones civiles sobre temas de astronomía y ciencia espacial.

## Descubrimientos
Entre el año 2000 y el 2004 ha descubierto 107 asteroides desde el observatorio que tiene en su vivienda en Decantur, Alabama, de los cuales hasta el momento ha puesto nombre a tres de ellos: Decatur, por la ciudad donde vive, Brittany, por una sobrina suya, y Voxandreae, por una persona fallecida que narraba los programas en el planetario de la Von Braun Astronomical Society en Huntsville (Alabama).
| Asteroides descubiertos: 109 | Asteroides descubiertos: 109 |
| ---------------------------- | ---------------------------- |
| (34351) Decatur              | 3 de septiembre de 2000      |
| (51599) Brittany             | 28 de abril de 2001          |
| (61400) Voxandreae           | 25 de agosto de 2000         |
| (62701) 2000 TS32            | 7 de octubre de 2000         |
| (64123) 2001 TS18            | 15 de octubre de 2001        |
| (65260) 2002 GE2             | 6 de abril de 2002           |
| (72834) 2001 HQ16            | 25 de abril de 2001          |
| (73073) Jannaleuty           | 4 de abril de 2002           |
| (73196) 2002 JZ10            | 8 de mayo de 2002            |
| (78284) 2002 PC43            | 11 de agosto de 2002         |
| (83596) 2001 SC263           | 25 de septiembre de 2001     |
| (88377) 2001 PK29            | 15 de agosto de 2001         |
| (92586) 2000 PS8             | 9 de agosto de 2000          |
| (93164) 2000 SR89            | 29 de septiembre de 2000     |
| (93466) 2000 TO              | 2 de octubre de 2000         |
| (93490) 2000 TV33            | 8 de octubre de 2000         |
| (94404) 2001 SO287           | 30 de septiembre de 2001     |
| (105272) 2000 QD25           | 26 de agosto de 2000         |
| (105508) 2000 RA9            | 3 de septiembre de 2000      |
| (106096) 2000 TQ             | 2 de octubre de 2000         |
| (108917) 2001 PX14           | 15 de agosto de 2001         |
| (112483) 2002 PA             | 1 de agosto de 2002          |
| (112484) 2002 PB1            | 4 de agosto de 2002          |
| (112539) 2002 PB40           | 8 de agosto de 2002          |
| (114910) 2003 QA29           | 24 de agosto de 2003         |
| (115492) 2003 UR22           | 23 de octubre de 2003        |
| (119195) 2001 QF111          | 25 de agosto de 2001         |
| (120148) 2003 GO51           | 12 de abril de 2003          |
| (125266) 2001 VG             | 7 de noviembre de 2001       |
| (128345) 2004 GY18           | 15 de abril de 2004          |
| (131327) 2001 HC23           | 27 de abril de 2001          |
| (131414) 2001 NB6            | 14 de julio de 2001          |
| (131446) 2001 QP100          | 24 de agosto de 2001         |
| (132296) 2002 GB1            | 4 de abril de 2002           |
| (132298) 2002 GD2            | 6 de abril de 2002           |
| (140603) 2001 UQ             | 18 de octubre de 2001        |
| (140632) 2001 UQ17           | 26 de octubre de 2001        |
| (140633) 2001 UR17           | 26 de octubre de 2001        |
| (142155) 2002 RT28           | 6 de septiembre de 2002      |
| (144553) 2004 FB6            | 23 de marzo de 2004          |
| (148772) 2001 UU2            | 20 de octubre de 2001        |
| (153175) 2000 UN2            | 24 de octubre de 2000        |
| (153757) 2001 UN210          | 21 de octubre de 2001        |
| (154345) 2002 WS18           | 29 de noviembre de 2002      |
| (156036) 2001 SD             | 16 de septiembre de 2001     |
| (158330) 2001 WK2            | 18 de noviembre de 2001      |
| (160165) 2001 UR             | 18 de octubre de 2001        |
| (163363) 2002 OV19           | 29 de julio de 2002          |
| (166422) 2002 PS1            | 5 de agosto de 2002          |
| (166857) 2002 XE             | 1 de diciembre de 2002       |
| (170072) 2002 VG128          | 14 de noviembre de 2002      |
| (173449) 2000 QO6            | 25 de agosto de 2000         |
| (173875) 2001 UQ14           | 24 de octubre de 2001        |
| (177191) 2003 UD10           | 20 de octubre de 2003        |
| (180683) 2004 HF             | 16 de abril de 2004          |
| (182595) 2001 UH18           | 29 de octubre de 2001        |
| (183379) 2002 XL44           | 7 de diciembre de 2002       |
| (187987) 2001 RJ43           | 12 de septiembre de 2001     |
| (189076) 2001 HN             | 16 de abril de 2001          |
| (193801) 2001 PV13           | 14 de agosto de 2001         |
| (193947) 2001 RA46           | 15 de septiembre de 2001     |
| (194124) 2001 SD263          | 25 de septiembre de 2001     |
| (195511) 2002 HV5            | 19 de abril de 2002          |
| (195874) 2002 RC1            | 3 de septiembre de 2002      |
| (203866) 2002 XF             | 1 de diciembre de 2002       |
| (205558) 2001 SF273          | 27 de septiembre de 2001     |
| (209155) 2003 UE10           | 20 de octubre de 2003        |
| (213785) 2003 FZ4            | 25 de marzo de 2003          |
| (219382) 2000 SU89           | 29 de septiembre de 2000     |
| (219590) 2001 TQ18           | 15 de octubre de 2001        |
| (222873) 2002 GL             | 3 de abril de 2002           |
| (237607) 2001 QQ71           | 21 de agosto de 2001         |
| (239965) 2001 NC6            | 14 de julio de 2001          |
| (242244) 2003 SW217          | 28 de septiembre de 2003     |
| (243777) 2000 SJ             | 19 de septiembre de 2000     |
| (247588) 2002 TW92           | 2 de octubre de 2002         |
| (259901) 2004 EL             | 11 de marzo de 2004          |
| (264594) 2001 UM1            | 19 de octubre de 2001        |
| (270980) 2002 WJ11           | 25 de noviembre de 2002      |
| (286262) 2001 VK17           | 12 de noviembre de 2001      |
| (286762) 2002 HU4            | 16 de abril de 2002          |
| (287059) 2002 RF1            | 4 de septiembre de 2002      |
| (287436) 2002 XP3            | 2 de diciembre de 2002       |
| (287622) 2003 HO16           | 28 de abril de 2003          |
| (288473) 2004 FA6            | 23 de marzo de 2004          |
| (297382) 2000 QC             | 21 de agosto de 2000         |
| (298268) 2002 XG             | 1 de diciembre de 2002       |
| (298353) 2003 KU16           | 28 de mayo de 2003           |
| (302625) 2002 RD1            | 4 de septiembre de 2002      |
| (313062) 2000 SS89           | 29 de septiembre de 2000     |
| (317288) 2002 GR1            | 5 de abril de 2002           |
| (323243) 2003 SO201          | 23 de septiembre de 2003     |
| (333352) 2001 UK6            | 22 de octubre de 2001        |
| (334264) 2001 UH6            | 22 de octubre de 2001        |
| (337704) 2001 UJ6            | 22 de octubre de 2001        |
| (337814) 2001 VG2            | 10 de noviembre de 2001      |
| (344229) 2001 SC             | 16 de septiembre de 2001     |
| (344291) 2001 UQ4            | 21 de octubre de 2001        |
| (344455) 2002 LE47           | 15 de junio de 2002          |
| (354414) 2003 VA             | 1 de noviembre de 2003       |
| (357096) 2001 TR18           | 15 de octubre de 2001        |
| (373481) 2000 TP             | 2 de octubre de 2000         |
| (390557) 2000 UL2            | 24 de octubre de 2000        |
| (399394) 2001 SL287          | 29 de septiembre de 2001     |
| (405121) 2002 GF2            | 6 de abril de 2002           |
| (415816) 2001 QT71           | 21 de agosto de 2001         |
| (434064) 2001 VX71           | 12 de noviembre de 2001      |